# Ernst Edestad
Ernst Daniel Edestad, ursprungligen Svensson, född 11 december 1896 i Fjälkestads församling i Kristianstads län, död 20 januari 1975 i Eslövs församling i Malmöhus län, var en svensk ingenjör.
Efter studentexamen vid Kristianstads högre allmänna läroverk 1916 och civilingenjörsexamen vid Kungliga Tekniska Högskolan KTH (VoV) 1922 var han ingenjör vid KTH:s byggnadstekniska institution 1922–1923 och underingenjör vid Ostkustbanan 1923–1927.
Han verkade sedan utomlands som ingenjör vid järnvägsbyggnation i Turkiet 1927–1932, avdelningsingenjör för studier av järnvägsbyggnation i Iran 1932–1933, biträdande byråingenjör vid den Transiranska järnvägen 1933–1935 och biträdande överingenjör där 1935–1940 samt överingenjör för studier av nya järnvägslinjer i Iran 1940–1941. Han återvände sedan till Sverige och blev stadsingenjör i Eslöv 1942.
Ernst Edestad gifte sig 1937 med Olga Rosengren (1906–1977), tidigare gift med Per Meurling. Tillsammans med henne fick han sonen Sven (1938–2009).